# Celilo Falls

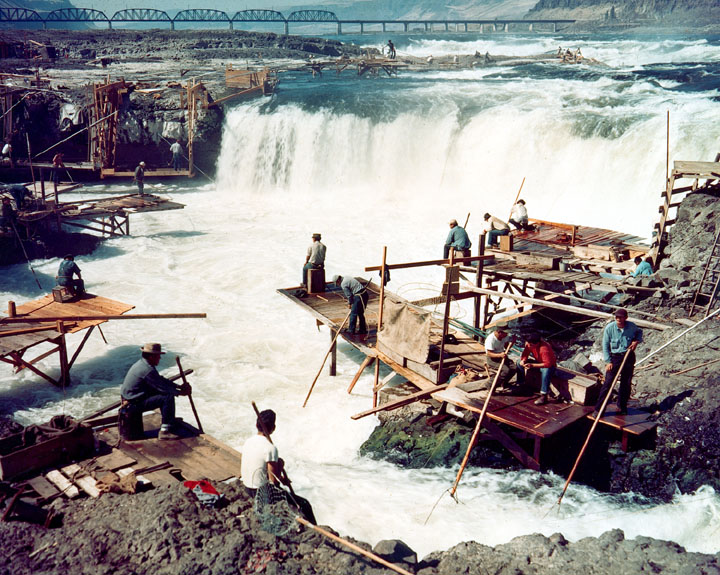
Celilo Falls (1957)

Celilo Falls – święte miejsce północnoamerykańskich Indian, wodospady na rzece Columbia w stanie Waszyngton. 
Dla Indian z okolicznych plemion Umatilla, Nez Perce, Yakima i Warm Springs miejsce tradycyjnych pielgrzymek, modlitw, ceremonii, rytualnych połowów, poszukiwania wizji i składania ofiar, wykorzystywane od czasów przed europejską kolonizacją Ameryki Północnej po czasy współczesne. Zniszczone na skutek zalania okolicy przez wody sztucznego zbiornika powstałego po ukończeniu w 1957 roku Zapory Dallesa. Jedno z wielu historycznych, a obecnie zniszczonych lub sprofanowanych, świętych miejsc tubylczych ludów Ameryki.